# Abordagens acadêmicas do misticismo
As abordagens acadêmicas do misticismo incluem tipologias do misticismo e a explicação dos estados místicos. Desde o século XIX, a experiência mística evoluiu como um conceito distinto. Está intimamente relacionada ao "misticismo", mas coloca ênfase exclusiva no aspecto experiencial, seja espontâneo ou induzido pelo comportamento humano, enquanto o misticismo abrange uma ampla gama de práticas que visam a transformação da pessoa, não apenas a indução de experiências místicas.
Há uma discussão de longa data sobre a natureza do chamado "misticismo introvertido". Os perenialistas consideram esse tipo de misticismo universal. Uma variante popular do perenialismo vê várias tradições místicas como apontando para uma realidade transcendental universal, para a qual essas experiências oferecem a prova. A posição perene é "amplamente rejeitada pelos estudiosos" mas "não perdeu sua popularidade". Em vez disso, uma abordagem construcionista tornou-se dominante durante a década de 1970, que afirma que as experiências místicas são mediadas por quadros de referência preexistentes, enquanto a abordagem de atribuição se concentra no significado (religioso) atribuído a eventos específicos.
Algumas pesquisas neurológicas tentaram identificar quais áreas do cérebro estão envolvidas na chamada "experiência mística" e o lobo temporal costuma ter um papel significativo,

 provavelmente atribuível a alegações feitas no livro de Vilayanur Ramachandran, Phantoms in the Brain, de 1988, No entanto, essas alegações não foram submetidas a escrutínio.
Nas tradições místicas e contemplativas, as experiências místicas não são uma meta em si mesmas, mas parte de um caminho maior de autotransformação.

## Tipologias de misticismo
Estudiosos leigos dos séculos XIX e XX iniciaram seus estudos históricos e de análise psicológica descritiva da experiência mística, investigando exemplos e categorizando-a em tipos. Exemplos iniciais notáveis incluem William James em "As Variedades da Experiência Religiosa" (1902); o estudo do termo "consciência cósmica" por Edward Carpenter (1892) e pelo psiquiatra Richard Bucke (em seu livro Cosmic Consciousness, 1901); a definição de "sentimento oceânico" por Romain Rolland (1927) e seu estudo por Freud; a descrição do "numinoso" por Rudolf Otto (1917) e seus estudos por Jung; Friedrich von Hügel em The Mystical Element of Religion (1908); Evelyn Underhill em sua obra Mysticism (1911); Aldous Huxley em A Filosofia Perene (1945).

### R. C. Zaehner - misticismo natural e religioso
R. C. Zaehner distingue três tipos fundamentais de misticismo, a saber, teístico, monístico e panenhênico ("tudo em um") ou misticismo natural. A categoria teísta inclui a maioria das formas de misticismo judaico, cristão e islâmico e exemplos hindus ocasionais, como Ramanuja e o Bhagavad Gita. O tipo monístico, que de acordo com Zaehner é baseado em uma experiência da unidade da alma, inclui o budismo e escolas hindus, como Samhya e Advaita Vedanta. O misticismo da natureza parece se referir a exemplos que não se encaixam em uma dessas duas categorias.
Zaehner considera o misticismo teísta superior às outras duas categorias, devido à sua apreciação de Deus, mas também devido ao seu forte imperativo moral. Zaehner se opõe diretamente aos pontos de vista de Aldous Huxley. As experiências místicas naturais são, na visão de Zaehner, de menos valor, porque não levam diretamente às virtudes da caridade e da compaixão. Zaehner é geralmente crítico do que vê como tendências narcísicas no misticismo da natureza.
Zaehner foi criticado por vários estudiosos pela "violência teológica" que sua abordagem faz das tradições não teístas, "forçando-as a uma estrutura que privilegia o catolicismo liberal de Zaehner".

### Walter T. Stace - misticismo extrovertido e introvertido
Zaehner também foi criticado por Walter Terence Stace em seu livro Mysticism and philosophy (1960) por motivos semelhantes. Stace argumenta que diferenças doutrinárias entre tradições religiosas são critérios inadequados ao fazer comparações transculturais de experiências místicas. Stace argumenta que o misticismo é parte do processo de percepção, não de interpretação, ou seja, que a unidade das experiências místicas é percebida, e somente posteriormente interpretada de acordo com o contexto do observador. Isso pode resultar em diferentes relatos do mesmo fenômeno. Enquanto um ateu descreve a unidade como "livre do preenchimento empírico", uma pessoa religiosa pode descrevê-la como "Deus" ou "o Divino". Em "Misticismo e Filosofia", uma das principais perguntas de Stace é se existe um conjunto de características comuns a todas as experiências místicas.
Baseado no estudo de textos religiosos, que ele tomou como descrições fenomenológicas de experiências pessoais e excluindo fenômenos ocultos, visões e vozes, Stace distinguiu dois tipos de experiência mística, a saber, misticismo extrovertido e introvertido. Ele descreve o misticismo extrovertido como uma experiência de unidade dentro do mundo, enquanto o misticismo introvertido é "uma experiência de unidade desprovida de objetos perceptivos; é literalmente uma experiência de 'não-algo'". A unidade no misticismo extrovertido está com a totalidade dos objetos de percepção. Enquanto a percepção permanece contínua, "a unidade brilha no mesmo mundo"; a unidade no misticismo introvertido é com uma consciência pura, desprovida de objetos de percepção, "consciência unitária pura, em que a consciência do mundo e da multiplicidade é completamente obliterada". Segundo Stace, essas experiências são absurdas e não intelectuais, sob uma "supressão total de todo o conteúdo empírico".
| Características comuns de experiências místicas extrovertidas                                | Características comuns de experiências místicas introvertidas |
| -------------------------------------------------------------------------------------------- | ------------------------------------------------------------- |
| 1. A Visão Unificadora - todas as coisas são uma                                             | 1. A Consciência Unitária; o Um, o Vazio; pura consciência    |
| 2. A apreensão mais concreta do Uno como subjetividade interior, ou vida, em todas as coisas | 2. Não espacial, não temporal                                 |
| 3. Sentido de objetividade ou realidade                                                      | 3. Sentido de objetividade ou realidade                       |
| 4. Bem-aventurança, paz, etc.                                                                | 4. Bem-aventurança, paz, etc.                                 |
| 5. Sentimento do santo, sagrado ou divino                                                    | 5. Sentimento do santo, sagrado ou divino                     |
| 6. Paradoxicalidade                                                                          | 6. Paradoxicalidade                                           |
| 7. Alegado pelos místicos como sendo inefável                                                | 7. Alegado pelos místicos como sendo inefável                 |

Stace finalmente argumenta que há um conjunto de sete características comuns para cada tipo de experiência mística, com muitas delas sobrepostas entre os dois tipos. Stace, além disso, argumenta que as experiências místicas extrovertidas estão em um nível inferior às experiências místicas introvertidas.
As categorias de Stace do "misticismo introvertido" e "misticismo extrovertido" são derivadas do "misticismo da introspecção" e da "visão unificadora" de Rudolf Otto.
William Wainwright distingue quatro tipos diferentes de experiência mística extrovertida e dois tipos de experiência mística introvertida:
- Extrovertido: experienciar a unidade da natureza; experienciar a natureza como presença viva; experienciar todos os fenômenos da natureza como parte de um eterno agora; a "experiência não construída" do budismo.
- Introvertido: pura consciência vazia; o "amor mútuo" das experiências teístas.

Richard Jones, seguindo William Wainwright, elaborou sobre a distinção, mostrando diferentes tipos de experiências em cada categoria:
1. Experiências extrovertidas: o senso de conexão (“unidade”) de si mesmo com a natureza, com a perda de um senso de limites dentro da natureza; o brilho luminoso da natureza no "misticismo da natureza"; a presença de Deus imanente na natureza fora do tempo, brilhando através da natureza da "consciência cósmica"; a falta de entidades separadas e auto-existentes em estados de atenção plena.
2. Experiências introvertidas: experiências teístas de conexão ou identidade com Deus no amor mútuo; experiências diferenciadas não pessoais; a experiência mística profunda vazia de todo o conteúdo diferenciável.[15]

Seguindo a liderança de Stace, Ralph Hood desenvolveu a "escala do misticismo". Segundo Hood, a experiência mística introvertida pode ser um núcleo comum ao misticismo, independente da cultura e da pessoa, formando a base de uma "psicologia perene". Segundo Hood, "a visão perenialista tem forte apoio empírico", uma vez que sua escala produziu resultados positivos em várias culturas, afirmando que a experiência mística é operacionalizada desde o uso da Stace é idêntica em várias estações.
Embora o trabalho de Stace sobre misticismo tenha recebido uma resposta positiva, ele também foi fortemente criticado nas décadas de 1970 e 1980, por sua falta de rigidez metodológica e por suas premissas perenialistas. Principais críticas vieram de Steven T. Katz em sua influente série de publicações sobre misticismo e filosofia, e de Wayne Proudfoot em seu Religious experience (1985).
Masson e Masson criticaram Stace por usar uma "premissa enterrada", a saber, que o misticismo pode fornecer conhecimento válido do mundo, igual à ciência e à lógica. Uma crítica semelhante foi feita por Jacob van Belzen em relação a Hood, observando que Hood validou a existência de um núcleo comum em experiências místicas, mas com base em um teste que pressupõe a existência de um núcleo comum, observando que "o instrumento usado para verificar a conceitualização de Stace não é independente de Stace, mas baseado nele". Belzen também observa que a religião não se sustenta por si só, mas está inserida em um contexto cultural, que deve ser levado em consideração. A essa crítica, Hood et al. respondem que as tendências universalistas da pesquisa religiosa "estão enraizadas em generalizações indutivas a partir da consideração transcultural da fé ou do misticismo", afirmando que Stace procurou textos que ele reconheceu como expressão da experiência mística, a partir dos quais ele criou seu núcleo universal. Hood conclui que Belzen "está incorreto quando afirma que os itens foram pressupostos".

## Experiência mística
O termo "experiência mística" tornou-se sinônimo dos termos "experiência religiosa", experiência espiritual e experiência sagrada. Uma "experiência religiosa" é uma experiência subjetiva que é interpretada dentro de uma estrutura religiosa. O conceito se originou no século XIX, como uma defesa contra o crescente racionalismo da sociedade ocidental. Wayne Proudfoot traça as raízes da noção de "experiência religiosa" ao teólogo alemão Friedrich Schleiermacher (1768-1834), que argumentou que a religião se baseia em um sentimento do infinito. A noção de "experiência religiosa" foi usada por Schleiermacher para defender a religião contra a crescente crítica científica e secular. Foi adotada por muitos estudiosos da religião, dos quais William James foi o mais influente. Uma ampla gama de movimentos ocidentais e orientais incorporou e influenciou o surgimento da noção moderna de "experiência mística", como a filosofia perene, o transcendentalismo, o universalismo, a sociedade teosófica, o novo pensamento, o Neo Vedanta e o modernismo budista.

### William James
William James popularizou o uso do termo "experiência religiosa" em As Variedades da Experiência Religiosa. James escreveu: 
Nos estados místicos, nos tornamos ambos um com o Absoluto e nos tornamos conscientes de nossa unidade. Esta é a tradição mística eterna e triunfante, dificilmente alterada pelas diferenças de clima ou credo. No Hinduísmo, no Neoplatonismo, no Sufismo, no Misticismo Cristão, no Whitmanismo, encontramos a mesma nota recorrente, de forma que há sobre enunciados místicos uma eterna unanimidade que devem fazer um crítico parar e pensar, e que fazem com que os clássicos místicos não tenham, como foi dito, nem aniversário nem terra natal. 
Este livro é o estudo clássico sobre a experiência religiosa ou mística, que influenciou profundamente o entendimento acadêmico e popular da "experiência religiosa". James popularizou o uso do termo "experiência religiosa" em suas Variedades, e influenciou o entendimento do misticismo como um experiência distinta que fornece conhecimento do transcendental:
Sob a influência de As Variedades de Experiência Religiosa de William James, fortemente centrada nas experiências de conversão das pessoas, o interesse da maioria dos filósofos no misticismo tem sido as "experiências místicas" distintas e supostamente concededoras de conhecimento.
James enfatizou a experiência pessoal dos indivíduos e descreve uma ampla variedade de tais experiências em As Variedades da Experiência Religiosa. Ele considerou a "religião pessoal" como "mais fundamental que a teologia ou o eclesiasticismo" e define religião como 
...os sentimentos, atos e experiências de homens individuais em sua solidão, na medida em que eles se apreendem em relação a tudo o que consideram divino. 
Segundo James, as experiências místicas têm quatro qualidades definidoras: 
1. Inefabilidade. Segundo James, a experiência mística "desafia a expressão, que nenhum relatório adequado de seu conteúdo pode ser dado em palavras".[40]
2. Qualidade noética. Os místicos enfatizam que suas experiências lhes proporcionam "insights sobre as profundezas da verdade, não exploradas pelo intelecto discursivo".[40] James se referiu a isso como a "qualidade" "noética" (ou intelectual) dos místicos.[40]
3. Transiência. James observa que a maioria das experiências místicas tem uma ocorrência curta, mas seu efeito persiste.[40]
4. Passividade. De acordo com James, os místicos alcançam sua experiência de pico não como buscadores ativos, mas como receptores passivos.[40]

James reconheceu a ampla variedade de escolas místicas e doutrinas conflitantes dentro e entre as religiões. No entanto, 
...ele compartilhou com os pensadores de sua época a convicção de que, sob a variedade, podia ser escavada uma certa unanimidade mística, que os místicos compartilhavam certas percepções comuns do divino, por mais diferentes que fossem sua religião ou época histórica. 
Segundo Harmless, "para James não havia nada inerentemente teológico na experiência mística" e achava legítimo separar a experiência do místico das alegações teológicas. Harmless observa que James "nega o fato mais central da religião", ou seja, que a religião é praticada por pessoas em grupos, e geralmente em público. Ele também ignora o ritual, a historicidade das tradições religiosas e a teologia, enfatizando o "sentimento" como central para a religião.

### Indução da experiência mística
Dan Merkur faz uma distinção entre estados de transe e estados de devaneio. Segundo Merkur, nos estados de transe, as funções normais da consciência são temporariamente inibidas, e as experiências de transe não são filtradas por julgamentos comuns e parecem reais e verdadeiras. Nos estados de devaneio, experiências numinosas também não são inibidas pelas funções normais da consciência, mas visões e insights ainda são percebidos como necessitando de interpretação, enquanto estados de transe podem levar a uma negação da realidade física.
A maioria das tradições místicas alerta contra um apego às experiências místicas e oferece uma "estrutura protetora e hermenêutica" para acomodar essas experiências. Essas mesmas tradições oferecem os meios para induzir experiências místicas, que podem ter várias origens:
- Espontânea; aparentemente sem qualquer causa, ou por persistentes preocupações existenciais, ou por origens neurofisiológicas;
- Práticas religiosas, como contemplação, meditação e repetição de mantras;
- Enteógenos (drogas)
- Origens neurofisiológicas, como epilepsia do lobo temporal.

### Influência
O conceito de "experiência mística" influenciou a compreensão do misticismo como uma experiência distinta que fornece conhecimento de uma realidade transcendental, unidade cósmica ou verdades supremas. Estudiosos, como Stace e Forman, tendem a excluir visões, experiências de quase morte e fenômenos parapsicológicos de tais "estados mentais especiais" e se concentram em experiências repentinas de unidade, embora neurologicamente todas elas pareçam ser relacionadas.

### Crítica ao conceito de "experiência mística"
A noção de "experiência", no entanto, tem sido criticada nos estudos religiosos hoje. Robert Sharf aponta que "experiência" é um termo ocidental típico, que chegou à religiosidade asiática através de influências ocidentais. A noção de "experiência" introduz uma falsa noção de dualidade entre "experimentador" e "experimentado",  enquanto a essência do kensho é a realização da "não dualidade" de observador e observado. "Experiência pura" não existe; toda experiência é mediada pela atividade intelectual e cognitiva. Os ensinamentos e práticas específicos de uma tradição específica podem até determinar qual "experiência" alguém tem, o que significa que essa "experiência" não é a prova do ensino, mas um resultado do ensino. Uma consciência pura, sem conceitos, alcançada pela "limpeza das portas da percepção", seria um caos avassalador de estímulos sensoriais sem coerência.
Construtivistas como Steven Katz rejeitam qualquer tipologia de experiências, pois cada experiência mística é considerada única.
Outros críticos apontam que a ênfase na "experiência" é acompanhado do favorecimento do indivíduo atômico, em vez da vida compartilhada da comunidade. Também falha em distinguir entre experiência episódica e misticismo como um processo, que está incorporado em uma matriz religiosa total de liturgia, escritura, culto, virtudes, teologia, rituais e práticas.

Richard King também aponta para a disjunção entre "experiência mística" e justiça social:
A privatização do misticismo - isto é, a crescente tendência de localizar o místico no campo psicológico das experiências pessoais - serve para excluí-lo de questões políticas como justiça social. O misticismo passa a ser visto como uma questão pessoal de cultivar estados interiores de tranquilidade e equanimidade, que, em vez de procurar transformar o mundo, servem para acomodar o indivíduo ao status quo através do alívio da ansiedade e do estresse.

## Perenialismo, construcionismo e contextualismo
A pesquisa acadêmica sobre experiências místicas nos séculos XIX e XX foi dominada por um discurso sobre "experiência mística", dando ênfase exclusiva ao aspecto experiencial, seja espontâneo ou induzido pelo comportamento humano. Os perenialistas consideram essas tradições de várias experiências apontadas para uma realidade transcendental universal, para a qual essas experiências oferecem a prova. Nesta abordagem, as experiências místicas são privatizadas, separadas do contexto em que emergem. William James, em As Variedades de Experiência Religiosa, teve grande influência na popularização dessa abordagem perene e da noção de experiência pessoal como uma validação de verdades religiosas.

O modelo essencialista argumenta que a experiência mística é independente do contexto sociocultural, histórico e religioso em que ocorre, e considera toda a experiência mística em sua essência a mesma. De acordo com esta "tese central comum", diferentes descrições podem mascarar experiências bastante semelhantes, se não idênticas:
pessoas podem diferenciar experiência de interpretação, de modo que diferentes interpretações possam ser aplicadas a experiências idênticas.
Os principais expoentes da posição perenialista foram William James, Walter Terence Stace, que distingue misticismo extrovertido e introvertido, em resposta à distinção de R. C. Zaehner entre misticismo teísta e monista; Huston Smith;  e Ralph W. Hood, que conduziram pesquisas empíricas usando a "Mysticism Scale", que é baseada no modelo de Stace.

Desde a década de 1960, o construcionismo social argumentou que as experiências místicas são "uma família de experiências semelhantes que incluem muitos tipos diferentes, representadas por muitos tipos de relatos místicos religiosos e seculares". A visão construcionista afirma que as experiências místicas são totalmente construídas pelas ideias, símbolos e práticas com as quais os místicos são familiares, moldadas pelos conceitos "os quais o místico leva à, e que moldam, sua experiência". O que está sendo experienciado está sendo determinado pelas expectativas e pelo contexto conceitual do místico. Críticos da "tese do núcleo comum" argumentam que 
Nenhuma experiência não mediada é possível, e que no extremo a linguagem não é simplesmente usada para interpretar a experiência, mas de fato constitui experiência. 
O principal expoente da posição construcionista é Steven T. Katz, que, em uma série de publicações, apresentou um argumento altamente influente e convincente para a abordagem construcionista.
A posição perene é "amplamente rejeitada pelos estudiosos", mas "não perdeu sua popularidade". A abordagem contextual tornou-se a abordagem comum e leva em consideração o contexto histórico e cultural das experiências místicas.

### Steven Katz - construcionismo
Após o livro seminal de Walter Stace, em 1960, a filosofia geral do misticismo recebeu pouca atenção. Mas, na década de 1970, a questão de um "perenialismo" universal versus cada experiência mística foi reacendida por Steven Katz. Em uma citação frequentemente citada, ele afirma: 
NÃO há experiências puras (isto é, não mediadas). Nem a experiência mística nem as formas mais comuns de experiência dão qualquer indicação ou fundamento para crer que elas não são mediadas. [...] A noção de experiência não mediada parece, se não autocontraditória, na melhor das hipóteses vazia. Esse fato epistemológico parece-me verdadeiro, devido ao tipo de seres que somos, mesmo no que diz respeito às experiências daqueles objetos finais de preocupação com os quais os místicos tiveram intercâmbio, por exemplo, Deus, Ser, Nirvana etc. 
Segundo Katz (1978), a tipologia Stace é "muito redutora e inflexível", reduzindo as complexidades e variedades da experiência mística em "categorias impróprias". Segundo Katz, Stace não percebe a diferença entre experiência e interpretação, mas deixa de notar as questões epistemológicas envolvidas no reconhecimento de experiências como "místicas" e a questão ainda mais fundamental de que a estrutura conceitual precede e molda essas experiências. Katz observa ainda que Stace supõe que as semelhanças na linguagem descritiva também implicam uma similaridade na experiência, uma suposição que Katz rejeita. Segundo Katz, um exame atento das descrições e seus contextos revela que essas experiências não são idênticas. Katz observa ainda que Stace considerou uma tradição mística específica superior e normativa, enquanto Katz rejeita noções reducionistas e deixa Deus como Deus, e o Nirvana como Nirvana.
Segundo Paden, Katz rejeita a discriminação entre experiências e suas interpretações. Katz argumenta que não é a descrição, mas a própria experiência que é condicionada pelo contexto cultural e religioso do místico. Segundo Katz, não é possível ter experiência pura ou não mediada.
No entanto, de acordo com Laibelman, Katz não disse que a experiência não pode ser não mediada; ele disse que o entendimento conceitual da experiência não pode ser sem mediação e se baseia em preconceitos culturalmente mediados. Segundo Laibelman, o mal-entendido do argumento de Katz levou alguns a defender a autenticidade dos "eventos de pura consciência", embora esse não seja o problema. Laibelman observa ainda que a interpretação de um místico não é necessariamente mais verdadeira ou correta do que a interpretação de um observador não envolvido.

### Robert Forman - evento de pura consciência
Robert Forman criticou a abordagem de Katz, argumentando que os leigos que descrevem experiências místicas frequentemente percebem que essa experiência envolve uma forma totalmente nova de conscientização, que não pode ser descrita em seu quadro de referência existente. Newberg argumentou que há evidências neurológicas para a existência de um "evento de pura consciência" vazio de qualquer estrutura construcionista.

### Richard Jones - construtivismo, anticonstrutivismo e perenialismo
Richard H. Jones acredita que a disputa entre "construcionismo" e "perenialismo" é mal formada. Ele faz uma distinção entre "anticonstrutivismo" e "perenialismo": o construtivismo pode ser rejeitado com relação a uma certa classe de experiências místicas sem se atribuir uma filosofia perenialista na relação das doutrinas místicas. Construtivismo versus anticonstrutivismo é uma questão da natureza das próprias experiências místicas, enquanto o perenialismo é uma questão de tradições místicas e das doutrinas que elas adotam. Pode-se rejeitar o construtivismo sobre a natureza das experiências místicas sem afirmar que todas as experiências místicas revelam uma "verdade perene" transcultural. Os anticonstrutivistas podem defender o contextualismo tanto quanto os construtivistas, enquanto os perenialistas rejeitam a necessidade de estudar experiências místicas no contexto da cultura de um místico, uma vez que todos os místicos afirmam a mesma verdade universal.

### Teoria do contextualismo e da atribuição
O estudo teórico da experiência mística mudou de uma abordagem experiencial, privatizada e perenialista para uma abordagem contextual e empírica. A abordagem contextual, que também inclui a teoria do construcionismo e da atribuição, leva em consideração o contexto histórico e cultural. Pesquisas neurológicas adotam uma abordagem empírica, relacionando experiências místicas a processos neurológicos.
Wayne Proudfoot propõe uma abordagem que também nega qualquer conteúdo cognitivo alegado de experiências místicas: os místicos inconscientemente apenas atribuiriam um conteúdo doutrinário a experiências comuns. Ou seja, os místicos projetam o conteúdo cognitivo em experiências comuns que têm um forte impacto emocional. Foram levantadas objeções a respeito do uso de dados psicológicos por Proudfoot. Essa abordagem, no entanto, foi mais elaborada por Ann Taves. Ela incorpora abordagens neurológicas e culturais no estudo da experiência mística.
Muitas tradições religiosas e místicas vêem as experiências religiosas (particularmente o conhecimento que as acompanha) como revelações causadas pela ação divina e não por processos naturais comuns. Eles são considerados encontros reais com Deus ou deuses, ou contato real com realidades de ordem superior, das quais os humanos normalmente não têm consciência.

## Pesquisa neurológica

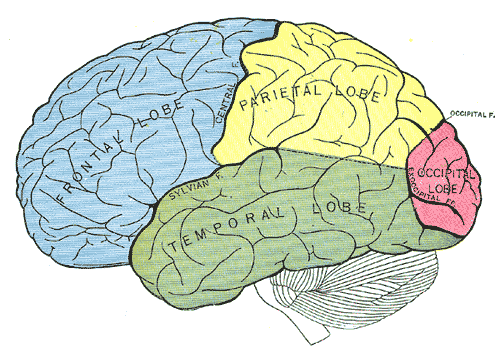
Lobos Cerebrais:
Lobo frontal
Lobo parietal
Lobo temporal
Lobo occipital

Hoje, o estudo científico do misticismo concentra-se em dois tópicos: identificar as bases neurológicas e os gatilhos das experiências místicas e demonstrar os supostos benefícios da meditação. Correlatos entre experiências místicas e atividade neurológica foram estabelecidos, apontando o lobo temporal como o principal locus para essas experiências, enquanto Andrew B. Newberg e Eugene G. d'Aquili também apontaram o lobo parietal. Pesquisas recentes consideram a relevância da rede de modo padrão.

### Lobo temporal
O lobo temporal gera o sentimento de "eu" e dá um sentimento de familiaridade ou estranheza às percepções dos sentidos. Parece estar envolvido em experiências místicas, e na mudança de personalidade que pode resultar de tais experiências. Há uma noção de longa data de que epilepsia e religião estão ligadas, e algumas figuras religiosas podem ter tido epilepsia do lobo temporal (ELT). A Consciência Cósmica de Richard Bucke (1901) contém vários estudos de caso de pessoas que realizaram a "consciência cósmica"; vários desses casos também estão sendo mencionados no livro de J. E. Bryant, de 1953, Genius and Epilepsy, que tem uma lista de mais de 20 pessoas que combinam o grandioso e o místico. The psychology of religious mysticism, de James Leuba, observou que "entre as terríveis doenças que afligem a humanidade, há apenas uma que nos interessa particularmente: essa doença é a epilepsia".
Slater e Beard renovaram o interesse na ELT e na experiência religiosa na década de 1960. Dewhurst e Beard (1970) descreveram seis casos de pacientes com ELT que sofreram súbitas conversões religiosas. Eles colocaram esses casos no contexto de vários santos ocidentais com uma conversão repentina, que foram ou podem ter sido epiléticos. Dewhurst e Beard descreveram vários aspectos das experiências de conversão e não favoreceram um mecanismo específico.
Norman Geschwind descreveu mudanças comportamentais relacionadas à epilepsia do lobo temporal nas décadas de 1970 e 1980. Geschwind descreveu casos que incluíam religiosidade extrema, agora chamada síndrome de Geschwind, e aspectos da síndrome foram identificados em algumas figuras religiosas, em particular religiosidade extrema e hipergrafia (excesso de escrita). Geschwind introduziu esse "transtorno de personalidade interictal" na neurologia, descrevendo um conjunto de características específicas de personalidade que ele achou características de pacientes com epilepsia do lobo temporal. Os críticos observam que essas características podem ser o resultado de qualquer doença e não são suficientemente descritivas para pacientes com epilepsia do lobo temporal.
O neuropsiquiatra Peter Fenwick, nas décadas de 1980 e 1990, também encontrou uma relação entre o lobo temporal direito e a experiência mística, mas também descobriu que a patologia ou dano cerebral é apenas um dos muitos mecanismos causais possíveis para essas experiências. Ele questionou os relatos anteriores de figuras religiosas com epilepsia do lobo temporal, observando que "muitos  poucos exemplos verdadeiros da aura extática e da epilepsia do lobo temporal haviam sido relatados na literatura científica mundial antes de 1980". Segundo Fenwick, "é provável que os relatos anteriores da epilepsia do lobo temporal e da patologia do lobo temporal e a relação com os estados místicos e religiosos devam mais ao entusiasmo de seus autores do que a uma verdadeira compreensão científica da natureza do funcionamento do lobo temporal."
A ocorrência de intensos sentimentos religiosos em pacientes epilépticos em geral é rara, com uma taxa de incidência de cerca de 2-3%. A conversão religiosa repentina, juntamente com as visões, foi documentada em apenas um pequeno número de indivíduos com epilepsia do lobo temporal. A ocorrência de experiências religiosas em pacientes com ELT também pode ser explicada pela atribuição religiosa, devido ao histórico desses pacientes. No entanto, a neurociência da religião é um campo crescente de pesquisa, buscando explicações neurológicas específicas de experiências místicas. Esses raros pacientes epilépticos com crises extáticas podem fornecer pistas para os mecanismos neurológicos envolvidos em experiências místicas, como o córtex insular anterior, envolvido na autoconsciência e na certeza subjetiva.

### Ínsula anterior

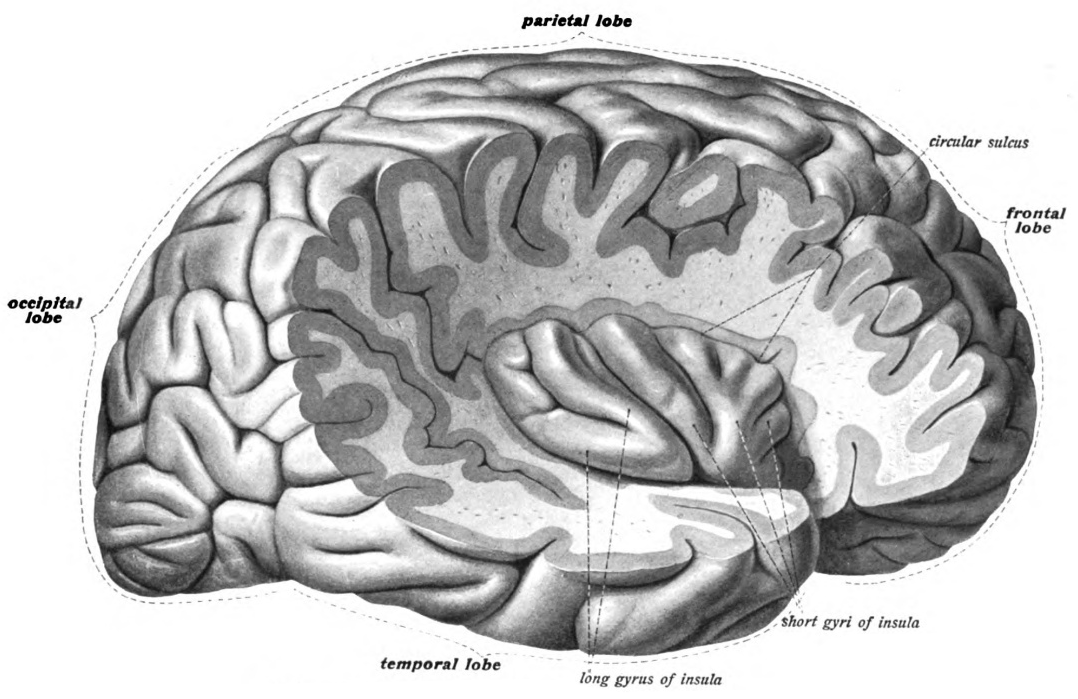
A ínsula do lado direito, exposta na remoção do opérculo.

Uma qualidade comum nas experiências místicas é a inefabilidade, um forte sentimento de certeza que não pode ser expresso em palavras. Essa inefabilidade foi ameaçada com ceticismo. Segundo Arthur Schopenhauer, a experiência interior do misticismo é filosoficamente não convincente. Em The Emotion Machine, Marvin Minsky argumenta que as experiências místicas apenas parecem profundas e persuasivas porque as faculdades críticas da mente são relativamente inativas durante elas.
Gschwind e Picard propõem uma explicação neurológica para essa certeza subjetiva, baseada em pesquisas clínicas de epilepsia. Segundo Picard, esse sentimento de certeza pode ser causado por uma disfunção da ínsula anterior, uma parte do cérebro envolvida na interocepção, na autorreflexão e em evitar incerteza sobre as representações internas do mundo por "antecipação da resolução de incerteza ou risco". Essa prevenção da incerteza funciona através da comparação entre estados previstos e estados reais, ou seja, "sinalizando que não entendemos, ou seja, que há ambiguidade". Picard observa que "o conceito de insight é muito próximo ao de certeza" e se refere ao "Eureka!" de Arquimedes. Picard propõe a hipótese de que, em apreensões extáticas, a comparação entre estados previstos e estados reais não funcione mais, e que as incompatibilidades entre estado previsto e estado real não sejam mais processadas, bloqueando "emoções negativas e excitação negativa decorrentes da incerteza preditiva", que será experimentado como confiança emocional. Picard conclui que "[isso] poderia levar a uma interpretação espiritual em alguns indivíduos".

### Lobo parietal
Andrew B. Newberg e Eugene G. d'Aquili, no livro deles Why God Won't Go Away: Brain Science and the Biology of Belief, adotam uma postura perene, descrevendo suas ideias sobre a relação entre experiência religiosa e função cerebral. d'Aquili descreve suas próprias experiências meditativas como "permitindo que uma parte mais profunda e simples dele surja", que ele acredita ser "a parte mais verdadeira de quem ele é, a parte que nunca muda". Não contentes com descrições pessoais e subjetivas como essas, Newberg e d'Aquili estudaram os correlatos do cérebro com essas experiências. Eles examinaram os padrões de fluxo sanguíneo cerebral durante esses momentos de transcendência mística, usando exames SPECT, para detectar quais áreas cerebrais mostram atividade aumentada. Seus exames mostraram atividade incomum na parte superior traseira do cérebro, no "lobo parietal superior posterior" ou na "área de associação de orientação (OAA)" em suas próprias palavras. Essa área cria uma cognição consistente dos limites físicos do eu. Esta OAA mostra uma atividade bastante reduzida durante estados meditativos, refletindo um bloqueio no fluxo de informações sensoriais, resultando em uma falta percebida de limites físicos. Segundo Newberg e d'Aquili, 
Foi exatamente assim que Robert e gerações de místicos orientais antes dele descreveram seus momentos meditativos, espirituais e místicos de pico. 
Newberg e d'Aquili concluem que a experiência mística se correlaciona com eventos neurológicos observáveis, que não estão fora do alcance da função cerebral normal. Eles também acreditam que 
...nossa pesquisa não nos deixou outra escolha senão concluir que os místicos podem estar ligados a alguma coisa, que a maquinaria de transcendência da mente pode ser de fato uma janela através da qual podemos vislumbrar a realidade última de algo que é verdadeiramente divino. 
Why God Won't Go Away "recebeu muito pouca atenção de estudiosos profissionais da religião". Segundo Bulkeley, "Newberg e D'Aquili parecem alegremente inconscientes do último meio século de estudos críticos que questionam reivindicações universalistas sobre a natureza e a experiência humanas". Matthew Day também observa que a descoberta de um substrato neurológico de uma "experiência religiosa" é um achado isolado que "nem chega nem perto de uma robusta teoria da religião".

### Rede de modo padrão
Pesquisas recentes apontam para a relevância da rede de modo padrão (em inglês, Default Mode Network) em experiências espirituais e de autotranscendência. Suas funções se relacionam, entre outras, à autorreferência e consciência do si mesmo, e novos experimentos de imagem na meditação e no uso de alucinógenos indicam a diminuição da atividade dessa rede mediada por eles, o que leva alguns estudos a basearem nela o provável mecanismo neurocognitivo da dissolução do eu que ocorreria no fenômeno místico.

## Desenvolvimento espiritual e autotransformação
Nas tradições místicas e contemplativas, as experiências místicas não são uma meta em si mesmas, mas parte de um caminho maior de autotransformação. Por exemplo, o treinamento zen-budista não termina com o kenshō, mas a prática deve ser continuada para aprofundar o insight e expressá-lo na vida cotidiana. Para aprofundar a percepção inicial do kensho, são necessários shikantaza e estudo de kōan. Essa trajetória de insight inicial, seguida por um aprofundamento e amadurecimento gradual, é expressa por Linji Yixuan em seus Três Portões misteriosos, as Cinco Fileiras, as Quatro Maneiras de Conhecer de Hakuin, e as Dez Pinturas de Pastoreio de Touros que detalham as etapas no Caminho.